# Robert Skotak
Robert „Bob“ Skotak (* vor 1976) ist ein amerikanischer Spezialeffektkünstler und VFX Supervisor.

## Leben
Robert Skotak, Bruder des 1943 geborenen Dennis Skotak, begann seine Karriere Ende der 1970er Jahre und hatte sein Debüt beim Film 1976 als Produktionsassistent beim B-Movie-Actionfilm Das Northville Massaker. Im darauf folgenden Jahr war er am Horrorfilm Fluch der Dämonen neben seiner Funktion als Produktionsassistent auch für die Spezialeffekte und das Makeup zuständig. Ab Beginn der 1980er Jahre spezialisierte er sich auf visuelle Effekte. Schon früh entwickelte sich eine Zusammenarbeit mit James Cameron, mit dem er erstmals bei Sador – Herrscher im Weltraum zusammenarbeitete, und der bei dem Science-Fiction-Film als Artdirector tätig war.
Nach zwei weiteren gemeinsamen Filmen, darunter John Carpenters Die Klapperschlange, arbeitete Skotak bei Aliens – Die Rückkehr erstmals 1986 unter Cameron. 1987 gewann hierfür gemeinsam mit Stan Winston, John Richardson und Suzanne M. Benson den Oscar in der Kategorie Beste visuelle Effekte. Zudem gewann er mit Winston, Richardson und Brian Johnson den BAFTA Film Award in der Kategorie Beste visuelle Effekte. Es folgten mit Abyss – Abgrund des Todes, Terminator 2 – Tag der Abrechnung und Titanic  weitere Hollywood-Blockbuster James Camerons. 1992 wurde Skotak gemeinsam mit Dennis Muren, Stan Winston und Gene Warren Jr. mit einem Oscar für Terminator 2 – Tag der Abrechnung ausgezeichnet, zudem erhielten sie für den Film den BAFTA Film Award.
Robert Skotak ist mit der VFX Supervisorin Elaine Edford verheiratet. Auch sein Bruder Dennis Skotak arbeitet als VFX Supervisor und wurde mit einem Spezialeffekt-Oscar ausgezeichnet. Er ist mit der Drehbuchautorin Dorothy Fontana verheiratet.

## Filmografie (Auswahl)
- 1980: Sador – Herrscher im Weltraum (Battle Beyond the Stars)
- 1980: Aftermath (The Aftermath), mit Dennis Skotak und Jim Danforth
- 1981: Die Klapperschlange (John Carpenter’s Escape from New York)
- 1983: Der weiße Hai 3-D (Jaws 3-D)
- 1986: Aliens – Die Rückkehr (Aliens)
- 1988: Syngenor, mit Dennis Skotak
- 1989: Abyss – Abgrund des Todes (The Abyss)
- 1990: Tremors – Im Land der Raketenwürmer (Tremors), mit Dennis Skotak
- 1991: Terminator 2 – Tag der Abrechnung (Terminator 2: Judgment Day)
- 1992: Batmans Rückkehr (Batman Returns)
- 1994: Flucht aus Absolom (No Escape)
- 1996: Mars Attacks!
- 1997: Titanic
- 1998: Hard Rain
- 2003: X-Men 2
- 2007: Der Krieg des Charlie Wilson (Charlie Wilson’s War)
- 2009: The Hole – Wovor hast Du Angst? (The Hole)

## Auszeichnungen (Auswahl)
- 1987: BAFTA-Film-Award-Nominierung in der Kategorie Beste visuelle Effekte für Aliens – Die Rückkehr
- 1987: Oscar in der Kategorie Beste visuelle Effekte für Aliens – Die Rückkehr
- 1992: BAFTA Film Award in der Kategorie Beste visuelle Effekte für Terminator 2 – Tag der Abrechnung
- 1992: Oscar in der Kategorie Beste visuelle Effekte für Terminator 2 – Tag der Abrechnung